# Katsura-gawa
La rivière Katsura (桂川, Katsura-gawa) est un cours d'eau du Japon. Long de 114 km, son cours serpente dans un bassin versant de 1 100 km2.

## Géographie

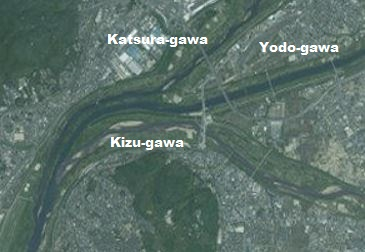
Point de confluence, à Kyotō, de la rivière Katsura et du fleuve Yodo.

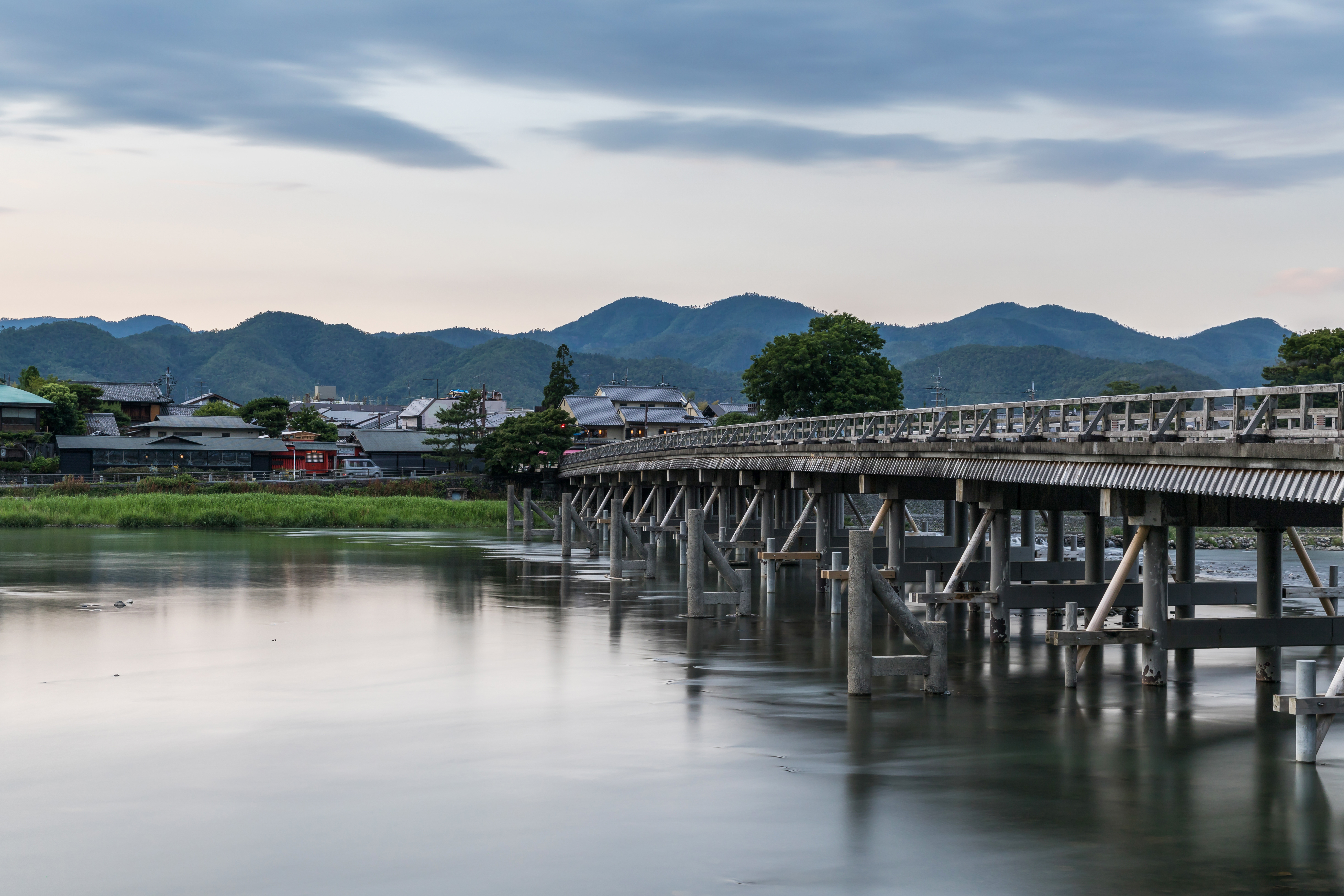
Pont Togetsu-kyo au-dessus de la rivière Katsura avec les montagnes boisées d'Ukyo Ward, au crépuscule, à Arashiyama, Kyoto. Juin 2019.

La rivière Katsura prend sa source au col de montagne de Sazari (佐々里峠, Sazaritōge (ja)), situé dans le quartier d'Hirogawaraobana de l'arrondissement Sakyō, au nord-est de Kyotō. Son cours, qui s'oriente d'abord nord-sud, rejoint la rivière Zonoba à Nantan, traverse la ville de Kameoka, puis, à Kyotō, les eaux de la rivière Kamo viennent grossir ses flots, dans l'arrondissement de Fushimi. Au nord de la ville de Hirakata, dans la préfecture d'Osaka, la Katsura-gawa se jette dans le fleuve Yodo, dont l'embouchure se trouve à Osaka, en baie d'Osaka.

## Autres noms

### Ōi-gawa
Entrant dans la région sud-est de la ville de Nantan, la rivière Katsura change de nom et devient l'Ōi-gawa dont le cours s'oriente nord-ouest jusqu'à Kameoka.

### Hozu-gawa

#### Parcours
Sur 16 km, du pont de Hozu, dans la ville de Kameoka, jusqu'au pont de bois Togetsu d'Arashiyama, au sud de l'arrondissement Ukyō de Kyotō, la rivière est appelée Hozu-gawa. Son cours serpente alors dans un canyon (les gorges de Hozu) dans lequel se forment des rapides propices à la pratique du rafting.

#### Économie

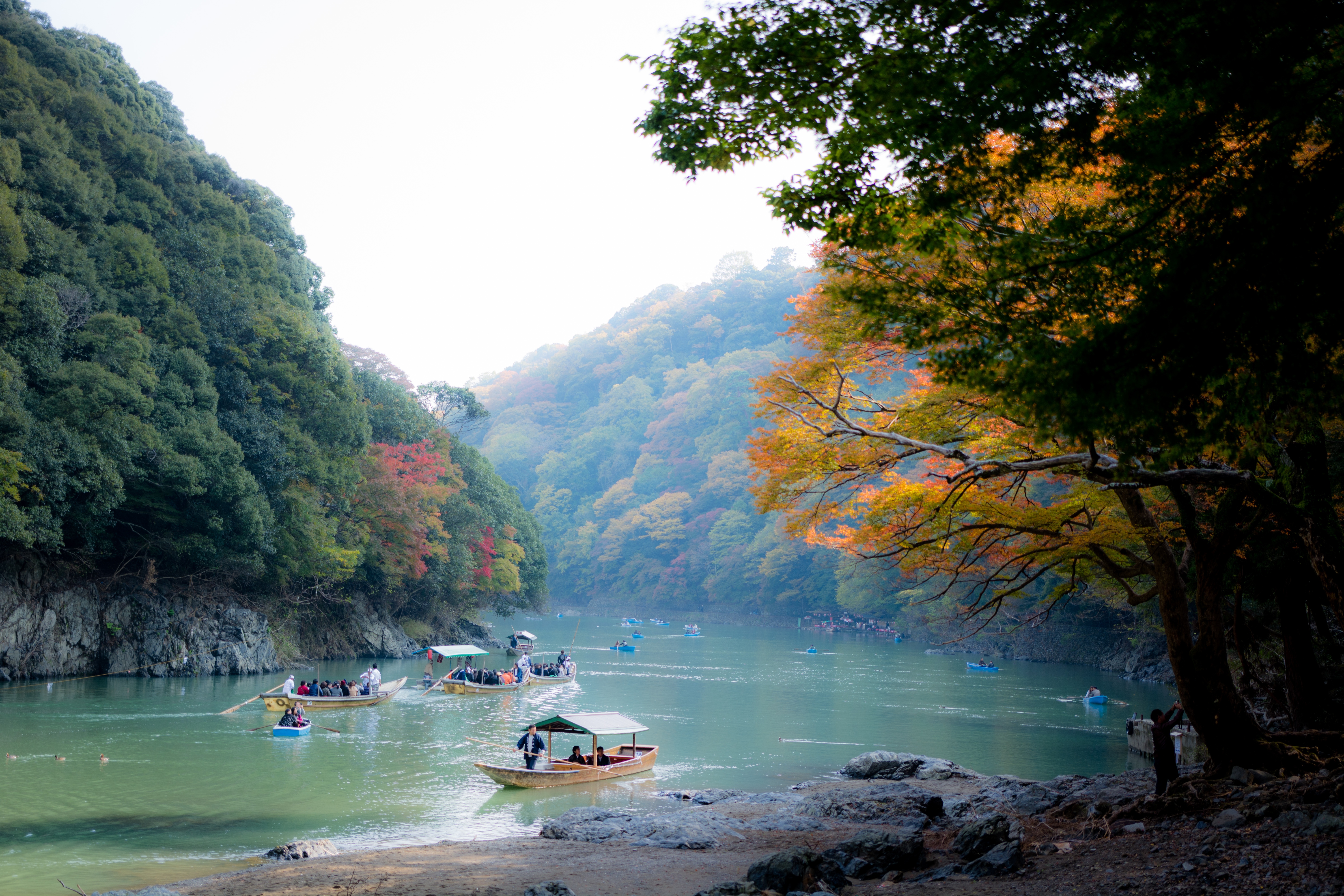
La rivière Hozu à Arashiyama (Kyotō).

Dès l'ère Heian (794–1185), la Hozu-gawa a été aménagée pour permettre le transport fluvial de marchandises, notamment du bois, des villages des provinces de l'ouest vers Kyotō, alors capitale impériale.
À partir de la fin du XIXe siècle, le fret fluvial déclina du fait de l'arrivée du chemin de fer puis des transports routiers. Au contraire, les descentes de la Hozu-gawa en bateau de croisière fluviale (Hozugawa Kudari) se sont développées pour attirer les touristes qui viennent en nombre, notamment pour admirer, au printemps, les cerisiers en fleurs, et, en automne, les érables passés aux couleurs d'automne (kōyō) sur les flancs des montagnes alentour.

#### Légende
Selon une ancienne légende, le kami Ōkuninushi, pour honorer son épouse, la princesse Mihotsu, creusa, jusqu'à Arashiyama, à partir d'un lac situé à Kameoka, un canyon (aujourd'hui, les gorges de Hozu (Hozukyō)). Et il nomma Hozu la rivière qui se forma alors.

## Pêche au cormoran
Tout comme sur la rivière Nagara, à Gifu, une tradition ancienne est, encore de nos jours, observée sur la rivière Hozu : la pêche au cormoran, pêche au cours de laquelle des cormorans sont utilisés pour capturer divers poissons, notamment des poissons sucrés.